# Hraničná (Kraslice)
Hraničná (do roku 1948 Markhausen) je osada, část města Kraslice v okrese Sokolov v Karlovarském kraji. Nachází se asi 3,5 kilometru severozápadně od Kraslic. Prochází tudy železniční trať Sokolov–Kraslice a silnice II/210. Je zde evidováno 5 adres. V roce 2011 zde trvale nikdo nežil.
Hraničná je také název katastrálního území o rozloze 3,87 km².

## Historie
Osada existovala pravděpodobně již ve 13. století, kdy patřila klášteru ve Waldsassenu. První písemná zmínka pochází z roku 1348.
Jiný zdroj uvádí první písemnou zmínku až z roku 1720.
Z historických pramenů osada zmizela, pravděpodobně zanikla. Byla však nově založena a je zakreslena v mapě Loketského kraje z roku 1608. Spadala pod nedalekou Krásnou. Roku 1610 se stala Hraničná samostatnou obcí. V roce 1934 byl v obci založen hřbitov. Do té doby se pohřbívalo v Kraslicích. V době vzniku hřbitova měla Hraničná 1253 obyvatel, z toho 1162 německé národnosti. Na hřbitově bylo pohřbeno jen asi 55 obyvatel, neboť hřbitov byl založen pouhých 12 let před odsunem německého obyvatelstva. Po skončení druhé světové války došlo k odsunu německých obyvatel a obec přestala existovat. Při osídlování pohraničí přišli noví obyvatelé a v roce 1948 žilo v Hraničné již 220 obyvatel. Po vyhlášení neobydleného hraničního pásma museli odejít všichni noví osadníci. V obci byly vybudovány zátarasy z ostnatého drátu a roku 1955 byla obec srovnána se zemí. Až do roku 1967 byl přístup do hraničního pásma přísně zakázán.
Po roce 1989 zde byly v blízkosti hraničního přechodu nedaleko saského Klingenthalu postaveny benzínové pumpy, restaurace a tržnice.

## Obyvatelstvo
Při sčítání lidu v roce 1921 zde žilo 1 218 obyvatel, z nichž bylo 11 Čechoslováků, 1 146 Němců, jeden jiné národnosti a 60 cizinců. K  římskokatolické církvi se hlásilo 1 126 obyvatel, k evangelické 88 obyvatel, tři k jiné církvi a jeden byl bez vyznání.
| Rok            | 1869 | 1880 | 1890 | 1900  | 1910  | 1921  | 1930  | 1950 | 1961 | 1970 | 1980 | 1991 | 2001 | 2011 | 2021 |
| -------------- | ---- | ---- | ---- | ----- | ----- | ----- | ----- | ---- | ---- | ---- | ---- | ---- | ---- | ---- | ---- |
| Počet obyvatel | 467  | 615  | 950  | 1 137 | 1 453 | 1 218 | 1 253 | 175  | 0    | 0    | 0    | 0    | 0    | 0    | 0    |
| Počet domů     | 37   | 48   | 68   | 83    | 106   | 116   | 143   | 143  | 0    | 0    | 0    | 0    | 0    | 0    | 0    |

## Obecní správa
Při sčítání lidu v letech 1850–1889 Hraničná byla osadou obce Krásná v okrese Kraslice. V letech 1919–1954 byla samostatnou obcí v okrese Kraslice. V následujícím období byla osada úředně zrušena a jako část města Kraslice byla obnovena 1. května 2002.